# SMS Pommern

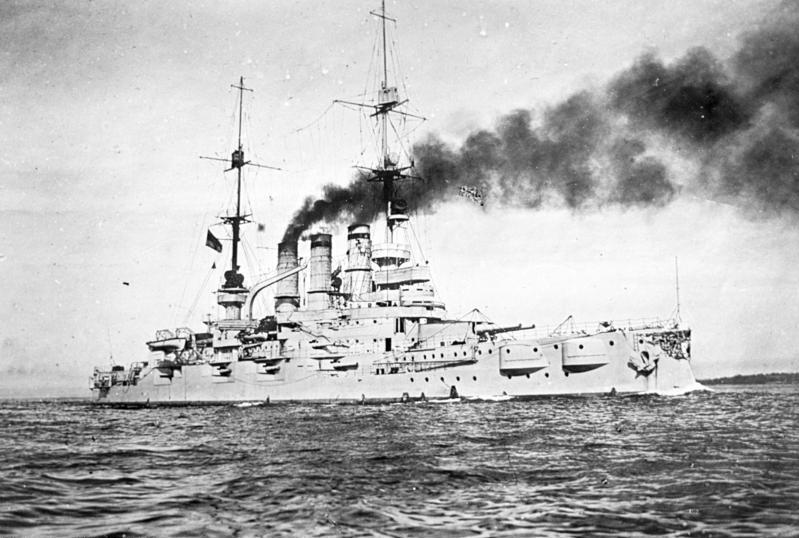
Photographie du SMS Pommern en 1907.

Le SMS Pommern (Pommern signifie Poméranie en allemand) est l'un des cinq pré-dreadnought de la marine impériale allemande lancé le 2 décembre 1905. Il appartient à la classe Deutschland, et comme ses quatre sister-ships a été baptisé selon une province prussienne. Il est déjà obsolète en armure, puissance de feu et vitesse par rapport au cuirassé britannique HMS Dreadnought, lorsqu'il intègre la marine impériale allemande.
Après sa mise en service, le SMS Pommern est affecté à la IIe Escadre de bataille de la flotte de haute mer. Au début de la Première Guerre mondiale, la IIe Escadre de bataille est chargée de soutenir les défenses de la côte allemande et est stationnée à l'embouchure de l'Elbe. Le SMS Pommern participe également à plusieurs sorties infructueuses dans la mer du Nord pour tenter d'attirer et de détruire une partie de la Grande Flotte britannique.
Le SMS Pommern participe à la bataille du Jutland du 31 mai au 1er juin 1916. Avec ses sister-ships, ils engagent brièvement les croiseurs de bataille britanniques commandés par David Beatty le premier jour. Au cours des actions nocturnes confuses des premières heures du 1er juin, le SMS Pommern est touché par une, voire deux, torpilles du destroyer britannique HMS Onslaught. Il explose, le navire est brisé en deux. L'équipage disparait intégralement dans l'explosion. Le SMS Pommern est le seul cuirassé coulé pendant cette bataille.

## Données techniques

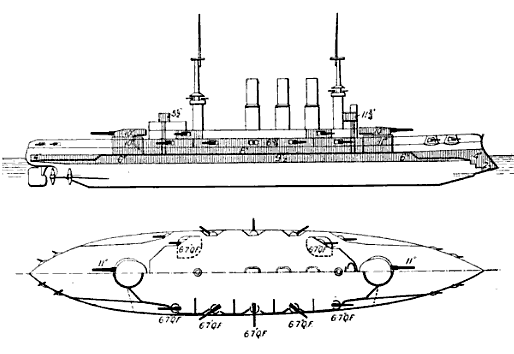
Plan et profil de la Classe Deutschland

L'adoption de la deuxième loi navale en 1900 sous la direction du vice-amiral Alfred von Tirpitz assure le financement de la construction de vingt nouveaux cuirassés au cours des dix-sept années suivantes. Le premier groupe, les cinq cuirassés de la classe Braunschweig, sont construits au début des années 1900. Peu après, les travaux de conception de la future classe Deutschland débutent. La classe Deutschland est un développement de la classe Braunschweig, elle dispose d'un blindage renforcé. Pour réaliser des gains de poids, les tourelles de canons de la batterie secondaire sont abandonnées, l'artillerie secondaire retrouvant sa position classique latérale en casemate. La mise en service en décembre 1906 du cuirassé britannique HMS Dreadnought, armé de dix canons de 30,5 cm (12 pouces) rend tous les navires capitaux de la marine allemande obsolètes, comme les navires de la classe Deutschland.
Le SMS Pommern est construit pour un coût de 24 624 000 marks par les chantiers navals de la compagnie AG Vulcan de Stettin. Il mesure 127,6 m de long et 22,2 m de large avec un tirant d'eau de 8,21 m. Il déplace 14 218 tonnes métriques à pleine charge. Le navire est équipé de deux mâts militaires lourds et de moteurs à triple expansion d'une puissance nominale de 17 453 chevaux (13 015 kW). Sa vitesse de pointe théorique est de 18 nœuds (33 km/h ou 21 mph) mais elle a largement été dépassée lors des essais. Le SMS Pommern est le navire le plus rapide de sa classe. La vapeur est fournie par douze chaudières Schulz-Thornycroft ; trois cheminées évacuent la fumée de combustion du charbon des chaudières. Le navire a une capacité de stockage de combustible de 1 540 tonnes métriques de charbon. En plus d'être le navire le plus rapide de sa classe, le SMS Pommern est le plus économe en combustible. À une vitesse de croisière de 10 nœuds (19 km/h ou 12 mph), il peut parcourir 5 830 milles nautiques (10 800 km ou 6 710 mi). Son équipage se compose de 35 officiers et 708 marins.
L'armement principal du SMS Pommern se compose de quatre canons de 28 cm SK L/40 (11 pouces dans deux tourelles jumelles. Son armement offensif est complété par une batterie secondaire de quatorze canons de 17 cm SK L/40 (6,7 po) montés individuellement en casemates. Une batterie de vingt-deux canons 8,8 cm SK L/45 (3,5 po) dans des emplacements simples assure la défense contre les torpilleurs. Le navire est également armé de six tubes lance-torpilles de 45 cm (17,7 po) tous immergés dans la coque. Un des tubes est placé à l'avant, un à la poupe et les quatre autres sur les flancs du navire. Un blindage sous forme d'armure cimentée de Krupp protége le SMS Pommern. Il mesure 240 millimètres (9,4 pouces) d'épaisseur dans la partie centrale pour protéger ses magasins et les salles de machines. Un blindage plus fin recouvre les extrémités de la coque. Le blindage du pont principal a une épaisseur de 40 mm (1,6 po). Les tourelles de la batterie principale disposent d'un blindage de 280 mm (11 po) d'épaisseur.

## Service

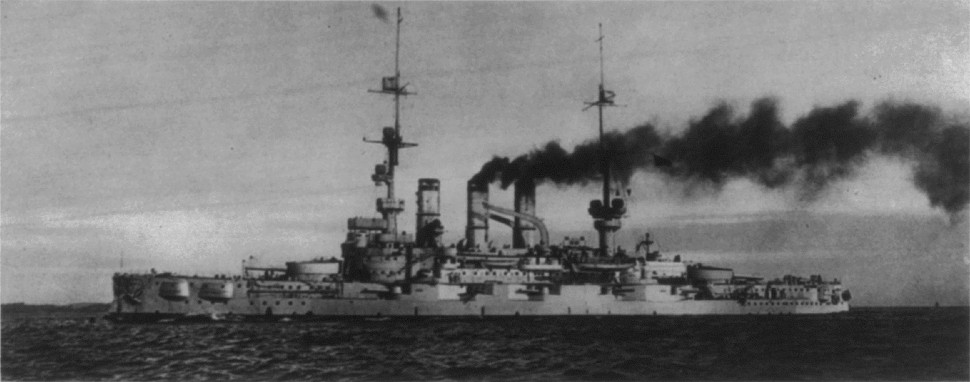
Le SMS Pommern au début de l'année 1916

Il est mis en service pour la Hochseeflotte, le 6 août 1907, mais il est déjà en partie périmé, comme les autres navires de sa classe, par l'arrivée de nouveaux cuirassés mieux armés et plus rapides.
Le navire est affecté à la IIe escadre, où il participe aux manœuvres et exercices habituels de la flotte entre 1908 et 1914. Il est ainsi dans le Cattégat en mai 1910 et prend part à la croisière impériale de l'été suivant en Norvège. Il croise dans la mer Baltique à la fin de l'année. Son emploi du temps est similaire les années suivantes, mais la croisière de 1912 est interrompue par la crise d'Agadir, et le navire reste en mer Baltique. L'année suivante, il participe à des exercices au large de l'archipel de Heligoland.

### Première Guerre mondiale
En juillet 1914, environ deux semaines après l'assassinat de l'archiduc François-Ferdinand à Sarajevo, le SMS Pommern participe avec la flotte de haute mer à une sortie annuelle le long des côtes norvégiennes. En raison de la montée des tensions internationales, la flotte allemande est de retour à Wilhelmshaven le 29 juillet. À minuit le 4 août, le Royaume-Uni déclare la guerre à l'Allemagne pour avoir violé la neutralité de la Belgique. Au début de la Première Guerre mondiale, le commandement allemand déploie la IIe Escadre de bataille à l'embouchure de l'Elbe pour soutenir les navires en patrouille dans la baie, craignant une attaque majeure de la Royal Navy.
Après avoir constaté que les Britanniques n'attaquaient pas la flotte de haute mer, les Allemands débutent une série d'opérations visant à attirer une partie de la Grande Flotte britannique et la détruire. La marine allemande espère ensuite une bataille décisive dans la partie sud de la mer du Nord après avoir atteint une égalité approximative des forces. Les 15 et 16 décembre 1914, les croiseurs de bataille du Ier groupe de reconnaissance du contre-amiral Franz von Hipper bombardent Scarborough, Hartlepool et Whitby (en). Le SMS Pommern et le reste de la IIe Escadre de bataille sont employés comme soutien des croiseurs. Le soir du 15 décembre, la flotte s'approche à moins de 10 milles marins (19 km ou 12 mi) d'un escadron isolé de six cuirassés britanniques. Cependant, le manque de visibilité liée aux écrans de fumées des destroyers et l'arrivée de l'obscurité font craindre au commandant de la flotte allemande, le vice-amiral Friedrich von Ingenohl, que toute la Grande Flotte est déployée avant lui. Ayant reçu l'ordre de Guillaume II d'éviter la bataille si la victoire n'est pas certaine, von Ingenohl rompt l'engagement et la flotte de combat retourne vers l'Allemagne.
Plusieurs tentatives de raids sur les côtes anglaises sont tentées pour provoquer la Royal Navy au cours de l'année 1915, du 17 au 18 avril, du 21 au 23 avril, du 17 au 18 mai et du 23 au 24 octobre sans grands résultats. Les 24 et 25 avril 1916, le SMS Pommern et ses sister-ships rejoignent les dreadnoughts de la flotte de haute mer pour soutenir les croiseurs de bataille engagés dans un raid sur la côte anglaise. En route vers l'objectif, le croiseur de bataille SMS Seydlitz est endommagé par une mine et doit quitter l'opération pour rentrer à son port d'attache. En raison de la mauvaise visibilité, les croiseurs de bataille mènent un bref bombardement de Yarmouth et de Lowestoft, l'opération est finalement annulée, empêchant la flotte britannique de pouvoir intervenir.

### Bataille du Jutland
Le vice-amiral Reinhard Scheer, le nouveau commandant de la flotte de haute mer, planifie une nouvelle incursion dans la mer du Nord, mais les réparations du SMS Seydlitz retardent l'opération jusqu'à la fin du mois de mai. Le 31 mai, à 2 h CET, les croiseurs de bataille de Hipper naviguent vers le Skagerrak, suivis par le reste de la flotte de haute mer une heure et demie plus tard. La IIe Escadre de bataille formée des cuirassés de la classe Deutschland, dont le SMS Pommern et commandée par le vice-amiral Franz Mauve forme l'arrière de la ligne allemande. Au cours de la « course vers le nord », Scheer ordonne à la flotte de poursuivre la 5e Escadre de bataille britannique à toute vitesse. Les navires plus lents de la classe Deutschland ne peuvent pas suivre les cuirassés plus rapides et prennent rapidement du retard. À 19 h 30, la Grande Flotte arrive sur les lieux et s'oppose à la flotte de Scheer avec une supériorité numérique significative. La flotte allemande est gênée par la présence des navires plus lents de la classe Deutschland ; si Scheer ordonne un virage immédiat vers l'Allemagne, il doit sacrifier les navires les plus lents pour réussir sa fuite.
Scheer décide d'inverser le direction de la flotte avec le Gefechtskehrtwendung (bataille autour du virage), une manœuvre qui oblige chaque unité de la ligne allemande à tourner simultanément à 180°. En raison de leur retard, les navires de la IIe Escadre de bataille ne peuvent pas se conformer au nouveau cap après le virage. Le SMS Pommern et la IIe Escadre de bataille se retrouvent du côté désengagé de la ligne allemande. Le vice-amiral Mauve envisage de déplacer ses navires à l'arrière de la ligne, derrière les dreadnoughts de la IIIe Escadre de bataille, mais se rend compte que ce positionnement interférera avec les manœuvres des croiseurs de bataille de Hipper. Il décide alors de positionner ses navires en tête de ligne.
Dans la soirée du premier jour de la bataille, les croiseurs de bataille du Ier Groupe de reconnaissance sont toujours poursuivis par leurs adversaires britanniques. La IIe Escadre de bataille leur vient en aide. Le SMS Pommern n'arrive pas à distinguer de cible dans l'obscurité, mais plusieurs de ses sister-ships ont pu engager des navires britanniques sans résultats. Les croiseurs de bataille britanniques ont réussi plusieurs tirs sur les navires allemands, dont un sur le SMS Pommern par un obus de 30,5 cm (12 pouces) tiré par le HMS Indomitable qui l'oblige à quitter la ligne. Le Vice-amiral Mauve ordonne un virage à 8° vers le sud pour se désengager des Britanniques, son escadre n'est pas poursuivie.
Au matin du 1er juin à 3 h 10, le SMS Pommern est torpillé par le destroyer britannique Onslaught. Au moins une torpille, peut-être une seconde, frappe le navire, faisant exploser l'un des magasins de munitions d'un canon de 17 cm. Une énorme explosion brise le navire en deux. La poupe reste à flot pendant au moins 20 minutes avec ses hélices en l'air. Le SMS  Hannover, le navire directement à l'arrière du SMS Pommern, est contraint de sortir de la ligne pour éviter le naufrage. Tout l'équipage du SMS Pommern, composé de 839 officiers et hommes de troupe, est tué lors du naufrage du navire. C'est le seul cuirassé, pré-dreadnought ou dreadnought, d'une des flottes à être coulé lors de la bataille du Jutland. Sa perte, associée aux vulnérabilités des pré-dreadnoughts restants, incite Scheer à les laisser derrière lors de la sortie du 18 au 19 août 1916. L'ornement de proue du navire, retiré au déclenchement de la guerre en juillet 1914, est conservé au Mémorial naval de Laboe.

## Commandants de bord

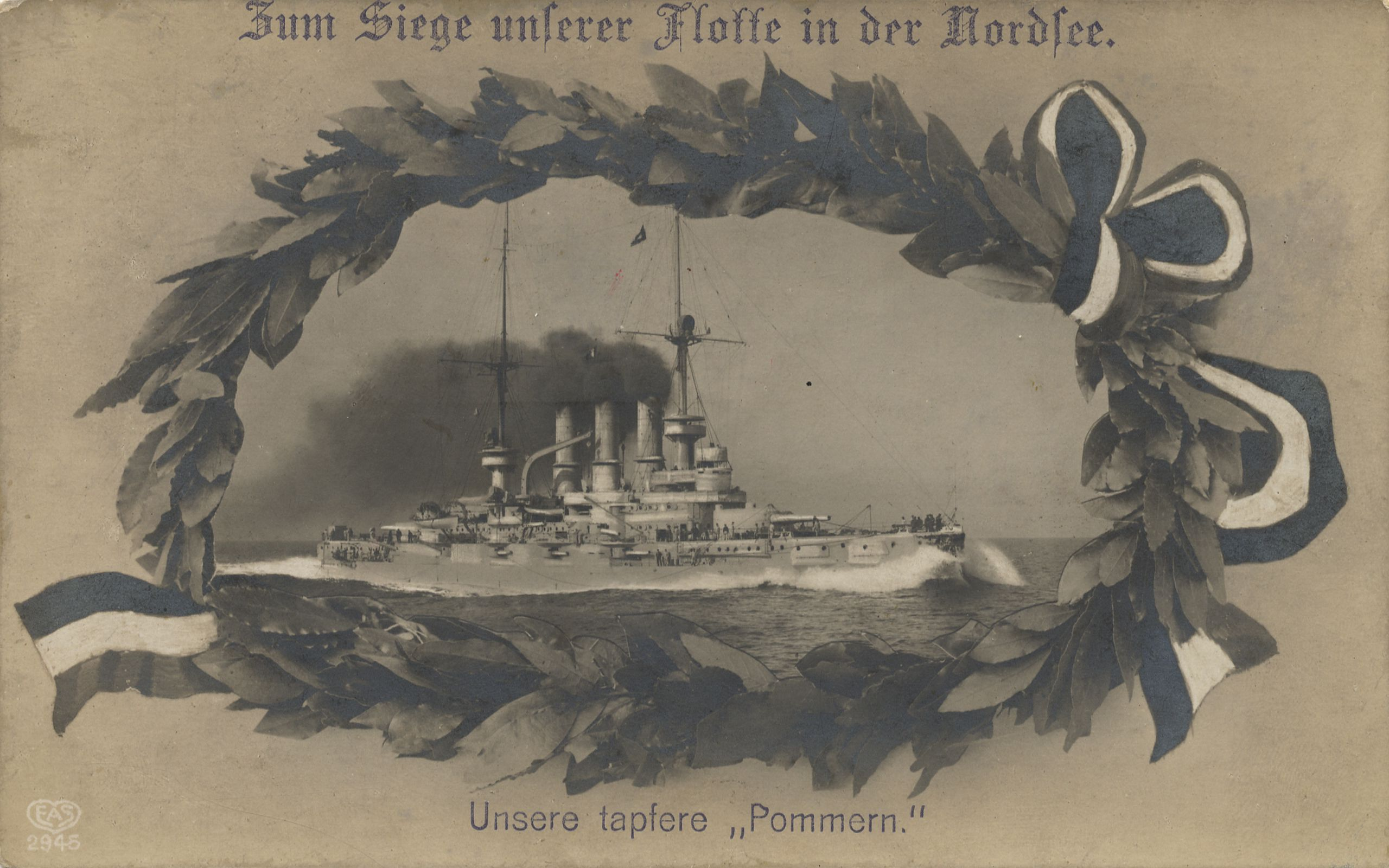
Carte postale représentant le SMS Pommern

- 6 août 1907 - octobre 1908 : Kapitän zur See Hartwig von Dassel (de)
- Octobre 1908 - janvier 1910 : Kapitän zur See Konrad Henkel (de)
- Janvier 1910 - octobre 1911 : Kapitän zur See Robert Kühne (de)
- Octobre 1911 - septembre 1913 : Kapitän zur See Franz Mauve
- Septembre 1913 - juin 1916 : Kapitän zur See Siegfried Bölken

## Source
- (de) Cet article est partiellement ou en totalité issu de l’article de Wikipédia en allemand intitulé « SMS Pommern » (voir la liste des auteurs).